# リヴィング・リターン
『リヴィング・リターン』 (The Living Return)は英国のポップ・グループ、スウィング・アウト・シスターによる4枚目のスタジオ・アルバム。1994年8月にマーキュリー・レコードより発売された。

## チャート
本作は初めて全英アルバムチャートに入らなかったスタジオ・アルバムになったが、リード・シングルの「ラ・ラ・ミーンズ・アイ・ラヴ・ユー」は全英シングルチャートで最高位37位を記録した。この曲はデルフォニックスの1968年のヒット曲のカバーであり、『フォー・ウェディング』のサウンドトラックにも収録された。「ベター・メイク・イット・ベター」もシングルとして発売されたが、全英全米のどちらのチャートにも入らなかった。「ママ・ディドゥント・レイズ・ノー・フール」はアメリカのディズニー・チャンネルで使われた。

## レビュー
ニュー・ミュージカル・エクスプレス は1994年9月17日の号で『リヴィング・リターン』に10点中8点を付けた、アルバムについては「神聖なサウンド、ストリングスのグリッサンド、耳にとって聴覚の浴場」と言った。Qもアルバムについて好意的に述べ、「バンドはきびきびとしたアレンジや成熟しつつも軽快なタッチに耳を傾けており、それはマイルス・デイヴィス、ウェザー・リポートや現代のアフロ時代に通じる」と言った。アルバムについては四つ星で評価し、「素晴らしい」と位置付けた。

## 収録曲
特記を除いて全曲アンディ・コーネルとコリーン・ドリュリーの作詞作曲。
CD・カセット
1. "Better Make It Better" - 6:53
2. "Don't Let Yourself Down" - 4:42
3. "Ordinary People" - 6:22
4. "Mama Didn't Raise No Fool" - 5:11
5. "Don't Give Up On A Good Thing" - 3:44  (Connell, Drewery, Derick Johnson, Tim Cansfield)
6. "Making the Right Move" - 10:32
7. "La-La (Means I Love You)" - 4:52  (Thom Bell, W. Hart)
8. "Feel Free" - 5:06
9. "Stop and Think It Over" - 6:03
10. "That's the Way It Goes" - 4:42  (Connell, Drewery, Johnson, Cansfield)
11. "All in Your Mind" - 4:15
12. "O Pesadelo Dos Autores" - 5:26  (Connell, Drewery, Maurice White, Airto Moreira, Regina Werneck, Tania Maria Correa Reis, Stevie Wonder, Sylvia Moy, Henry Cosby, Ivan Lins, Victor Martins, Aloysio de Oliveira, Herbie Hancock, Bennie Maupin, Burick)
13. "Low Down Dirty Business" - 5:19  (Connell, Drewery, Johnson, Cansfield)

- 「オ・ペサデロ・ドス・オートレス」は以下の曲のメドレー

1. "Brazilian Rhyme" - アース・ウィンド・アンド・ファイアー
1977年のアルバム 「太陽神」 (Maurice White)  [4]
2. "Celebration Suite" - リターン・トゥ・フォーエヴァー
1975年のアルバム「ノー・ミステリー」 (Airto Moreira)  [5]
3. "Come with Me" - タニア・マリア
From the 1982 album "Come with Me" (Regina Werneck, Tania Maria Correa Reis)  [6]
4. "My Cherie Amour" - スティーヴィー・ワンダー
1969年のアルバム「マイ・シェリー・アモール」 (Stevie Wonder, Sylvia Moy, Henry Cosby)  [7]
5. "The Smiling Hour" - Kalima
From the 1984 single "The Smiling Hour/Flyaway" (Ivan Lins, Victor Martins, Aloysio de Oliveira)  [8]
6. "Butterfly" - ハービー・ハンコック
1974年のアルバム『スラスト (突撃)』(Herbie Hancock, Bennie Maupin)  [9]

限定盤「エディッツ」には6曲のエディット・ヴァージョンが収録されている。

## 参加者
スウィング・アウト・シスター
- コリーン・ドリュリー – リード・ヴォーカル、アレンジ
- アンディ・コーネル – キーボード、アレンジ

ミュージシャン
- Danny Gluckstein – programming
- Tim Cansfield – guitars (1-6, 8-13)
- Matt Backer – guitars (7)
- Derrick Johnson – bass guitar
- Myke Wilson – drums, ティンバレス ソロ (12)
- Chris Manis – percussion
- Gary Plumley – saxophones, フルート
- Richard Edwards – trombone
- John Thirkell – trumpet, フリューゲルホルン
- Derek Green – backing vocals
- Erica Harrold – backing vocals
- Sylvia Mason-James – backing vocals

### プロダクション
- Ray Hayden – producer (1-6, 8-13)
- Swing Out Sister – co-producers (1-6, 8-13), producers (7)
- Mark McGuire – mix engineer, recording (7), mixing (7)
- Jamie Cullam – assistant mix engineer
- Luke Gifford – assistant mix engineer
- James Martin – photography
- Via Johnson – design
- Bennett Freed – management (USA)
- Stephen King – management

スタジオ
- Recorded at Opaz Studios and Strongroom (London, UK).
- Mixed at Strongroom and Metropolis Studios (London, UK).